# Левитт, Теодор
Теодор Левитт (англ. Theodore Levitt; 1 марта 1925 — 28 июня 2006) — американский экономист, профессор Гарвардской школы бизнеса.
Родился 1 марта 1925 года в еврейской семье, жившей в Волльмерце (нем. Vollmerz), одном из районов города Шлюхтерна в Майн-Кинциге, Германия. Через десять лет семья его эмигрировала в США и поселилась в Дейтоне (штат Огайо). Во время Второй мировой войны Левитт служил в американской армии, школу окончил заочно. В Антиох-Колледже (Йеллоу-Спрингс, англ. Yellow Springs) получил степень бакалавра, а доктором экономики стал в Университете Огайо. Свою преподавательскую работу Левитт начал в Университете Северной Дакоты.
В 1959 году Теодор перешёл работать в Гарвардскую школу бизнеса, где в том же году в журнале Harvard Business Review опубликовал научную статью «Маркетинговая близорукость» (англ. Marketing Myopia).
Левитт также известен тем, что популяризовал (но не ввёл, так как он употреблялся и до его работ) термин «глобализация» в своей статье Globalization of Markets в журнале Harvard Business Review в мае 1983 года. Став профессором Гарвардской школы бизнеса, Левитт в 1985—1989 годах был также главным редактором Harvard Business Review.
Левитт написал в общей сложности восемь книг по экономике, маркетингу, теории управления, в том числе «Маркетинговое воображение» (англ. The Marketing Imagination, 1983), ставшую бестселлером. Труды Левитта переведены на 11 языков мира. За свои статьи четырежды становился обладателем премии Мак-Кинси.
Умер 28 июня 2006 года в Белтмонте, Массачусетс, в возрасте 81 года.